# Claudi Ciceró
Ciceró va ser el cognomen d'una família romana poc distingida a la història, de la branca plebea de la gens Clàudia. L'únic membre que es menciona és Gai Claudi Ciceró, que va ser tribú de la plebs l'any 454 aC, i va ser l'únic membre destacat de la família.
El nom derivava de Circer (cigró) que s'hauria aplicat originalment com a distinció d'un individu distingit per la seva habilitat en aixecar aquest tipus de pols, i després transmès als seus descendents, i seria per tant anàloga a Bulb (cognom), Fabi (cognom), Lèntul, Pisó, Tuberó i altres.